# Linnaemya agilis
Linnaemya agilis là một loài ruồi trong họ Tachinidae.